# Iarînoslavka, Berezivka
Iarînoslavka (în ucraineană Яринославка) este un sat în comuna Șîreaieve din raionul Berezivka, regiunea Odesa, Ucraina.

## Demografie
Componența lingvistică a localității Iarînoslavka
     Ucraineană (93,44%)
     Română (3,47%)
     Rusă (3,09%)
Conform recensământului din 2001, majoritatea populației localității Iarînoslavka era vorbitoare de ucraineană (93,44%), existând în minoritate și vorbitori de română (3,47%) și rusă (3,09%).